# Usina del Arte
La Usina del Arte es un centro cultural y sala de espectáculos que ocupa el edificio de la vieja Usina Don Pedro de Mendoza en el barrio de La Boca, Buenos Aires.

## Historia
El edificio fue diseñado por el arquitecto Juan Chiogna para alojar una super-usina de la Compañía Ítalo-Argentina de Electricidad (CIAE), y construido por Martignone e Hijos entre 1912 y 1916, cuando fue inaugurado. Entre 1919 y 1921, el complejo fue ampliado con nuevas instalaciones para abastecer a la demanda creciente de Buenos Aires. Durante los siguientes 80 años funcionó proveyendo de electricidad de la ciudad, pasando a manos de SEGBA cuando el servicio fue estatizado. Con la privatización de los servicios públicos durante el menemismo (década de 1990), la usina quedó definitivamente abandonada y comenzó su ruina.
Luego de una década de abandono, entre agosto y septiembre del año 2000, el Gobierno Nacional (Presidente Fernando de la Rúa) y el de la ciudad (Jefe de Gobierno Aníbal Ibarra) decidieron emprender como tarea conjunta la recuperación del edificio para ubicar allí al Auditorio de la Ciudad de Buenos Aires, sede definitiva de las orquestas Sinfónica Nacional y Filarmónica de Buenos Aires. El Gobierno de la Nación aportaría el bien y el de la Ciudad confeccionaría el proyecto y financiaría el emprendimiento. En 2000, durante el gobierno de Aníbal Ibarra, tomó cuerpo la idea de instalar allí un gran centro cultural en ese edificio que se encontraba vacío. En noviembre de 2001, durante la gestión de Telerman, se presentó el proyecto en sociedad.
El bien estaba en manos de la ONABE, quien exigió demostrar que el edificio era apto para el fin estipulado con antelación a la cesión del mismo. Se conformó entonces un equipo profesional dirigido por el Arq. Álvaro Arrese e integrado por los arqs. Rodolfo Gassó, Juan Meoz y Sergio Richonnier, con el asesoramiento acústico del ing. Rafael Sánchez Quintana y estructural del Ing. José Norberto Galay, que realizó el anteproyecto presentado a la ONABE, resultando aprobado el uso de Auditorio para el bien pocos días antes de la crisis de 2001. 

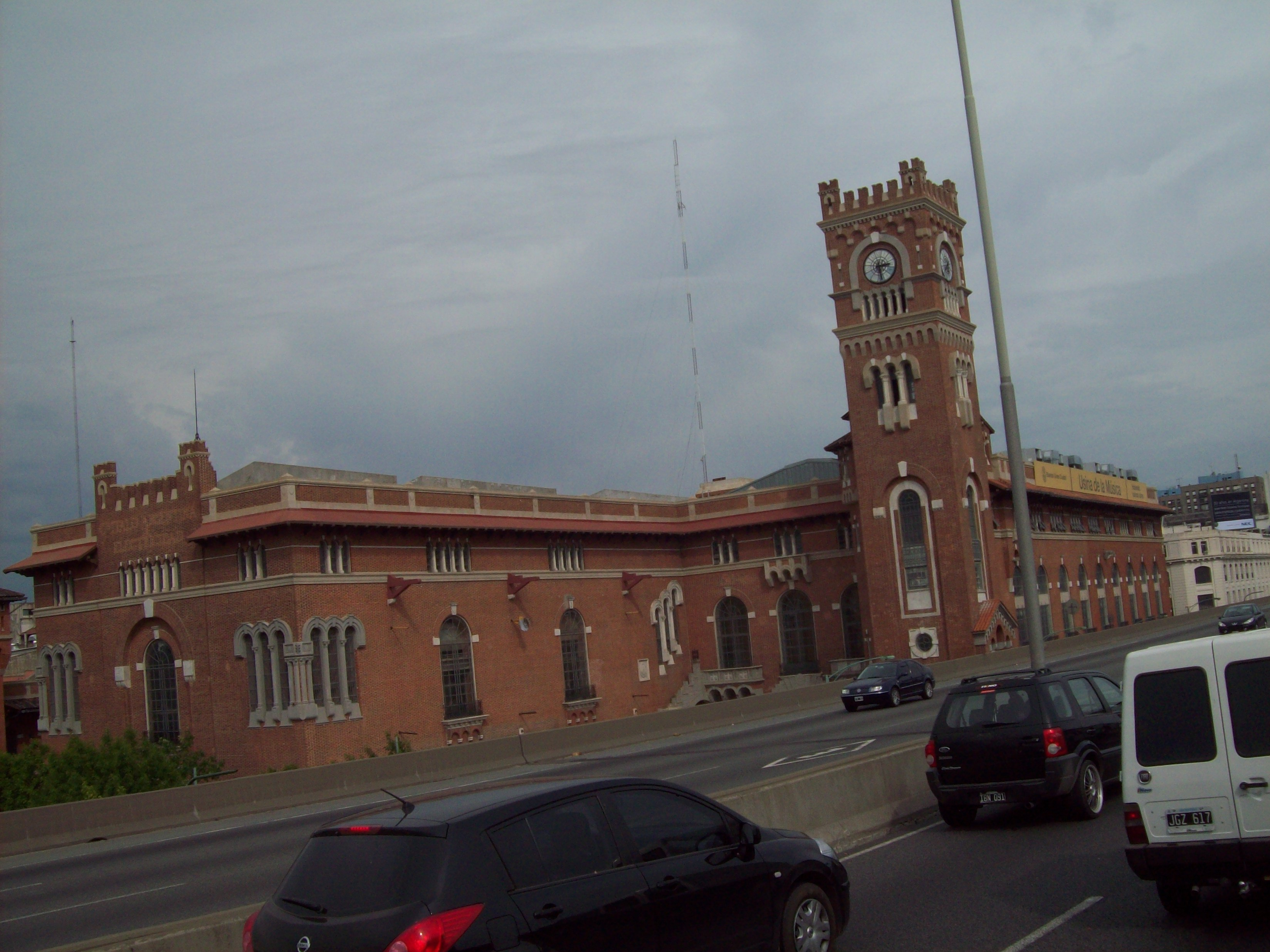
Vista desde la Autopista Balbín.

El Gobierno de la Ciudad dio comienzo a los trabajos, cuya iniciación tenía un plazo perentorio de dos años, comenzando la restauración del edificio anexo, ocupado hoy por el Museo del Cine, y encarando la mensura del edificio principal y sus sótanos inundados y el desarrollo del proyecto definitivo para el llamado a licitación. Se contó a este fin con financiación del BID para contratar los asesores necesarios para el desarrollo del proyecto definitivo, sumando al grupo básico encargado de las tareas a los ingenieros Julio Blazco Diez en acondicionamiento, Alfredo Otheguy en instalaciones eléctricas y Gustavo Basso en acústica, además de otros especialistas.
Jorge Telerman da comienzo a los trabajos en julio de 2007, junto con la ministra de Cultura, Silvia Fajre. El proyecto incluía una gran nave en la que funcionarán dos salas o auditorios (uno para 1700 espectadores y otro para 500). La piedra fundamental se colocó en noviembre de 2007.
En febrero de 2016 comenzó los trabajos del aislamiento de los ruidos externos, el acondicionamiento acústico, y las obras para el cuerpo secundario donde fueron ubicados oficinas, negocios, cafeterías y más servicios, como ventas de instrumentos, partituras. Se diseñó un recorrido transversal para unificar los dos accesos el principal por la esquina de Pedro de Mendoza y Caffarena y el secundario, por la calle interior del complejo.
Los mismos se desarrollaron con fuerte impulso, aprobándose la documentación ejecutiva elaborada por la empresa Caputo. 
A los cinco meses de asumir la jefatura de gobierno Mauricio Macri, cambió el nombre del proyecto a “Usina de las Ideas” e inauguró una primera etapa en julio de 2011, para que sea sede de las IV Jornadas de Humanización del Espacio Público.
A fines de mayo de 2012, fue anunciado un nuevo cambio de nombre para el centro cultural, pasando a llamarse “Usina del Arte”, y se hizo pública la inauguración de la sala principal del complejo el día 23 de ese mes.
El jefe de gobierno encabezó el acto al cual concurrieron los exjefes de gobierno Fernando de la Rua y Jorge Telerman, además de artistas como Marta Minujín, y el complejo abrió al público con un homenaje a Astor Piazzolla, aunque solo se podía acceder para eventos puntuales, en horarios restringidos.
En junio de 2013, fue habilitada al público la Sala de Cámara de la Usina del Arte, con un ciclo de conciertos.

## Arquitectura

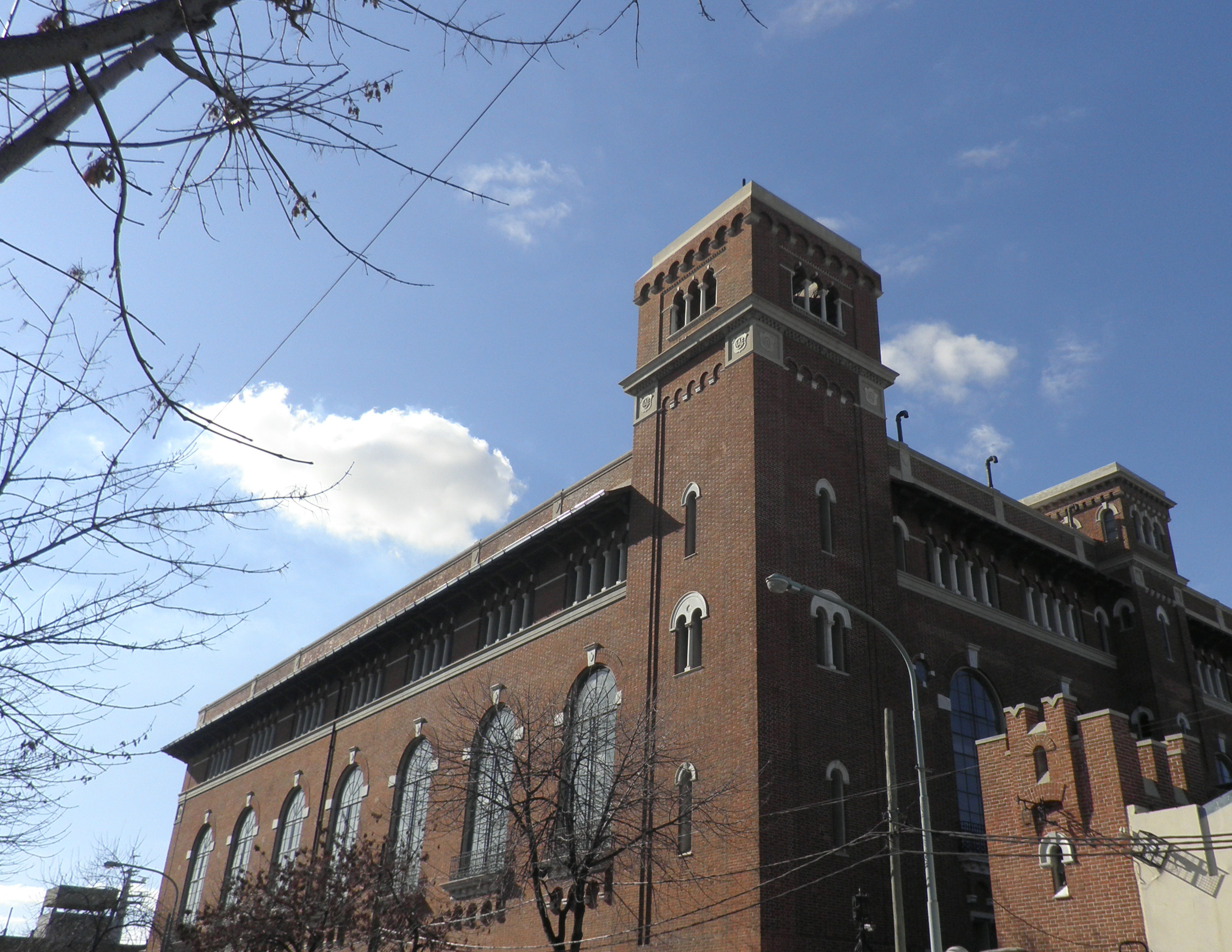
Fachadas restauradas.

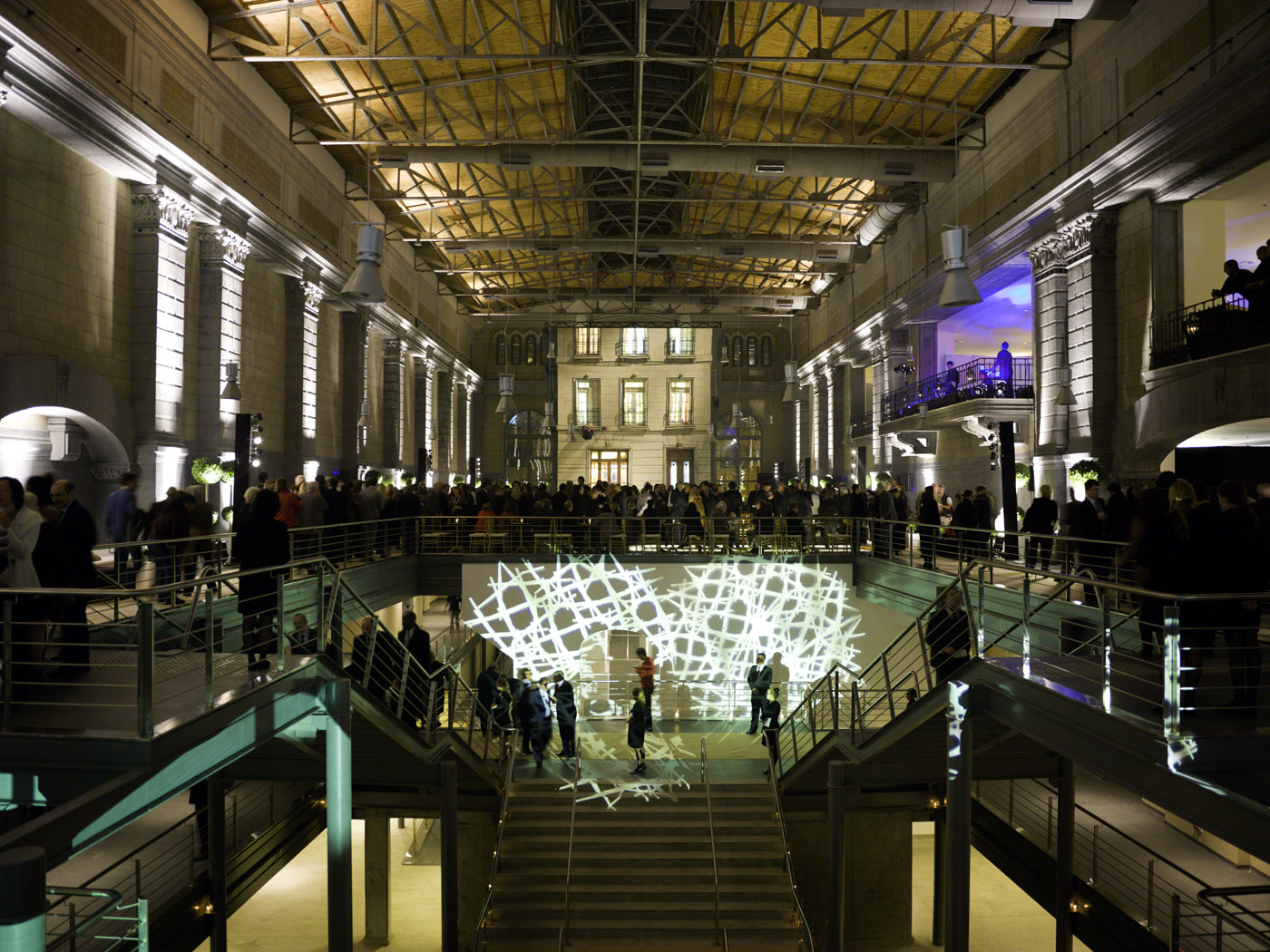
Foyer en la noche inaugural.

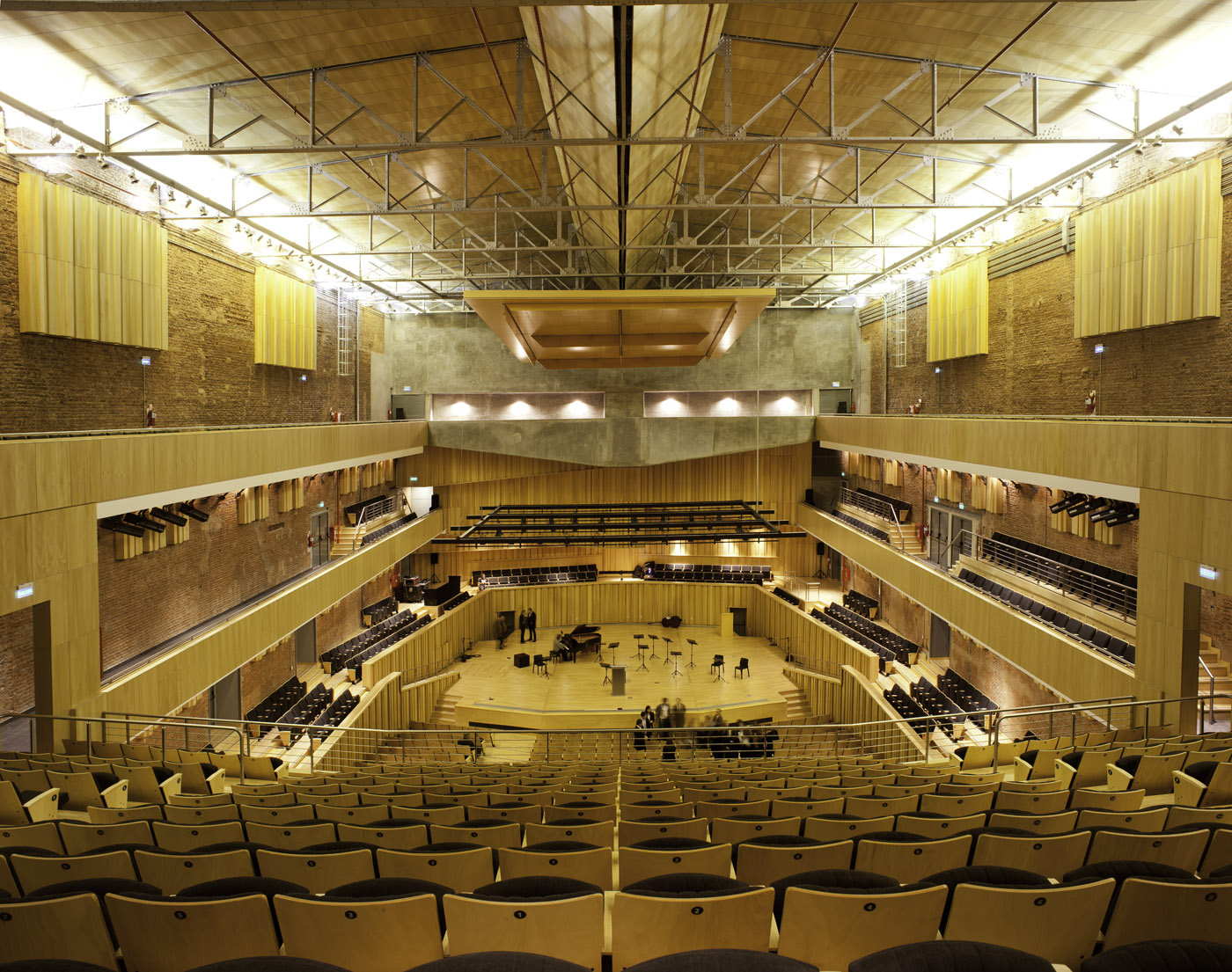
Sala sinfónica en la noche inaugural.

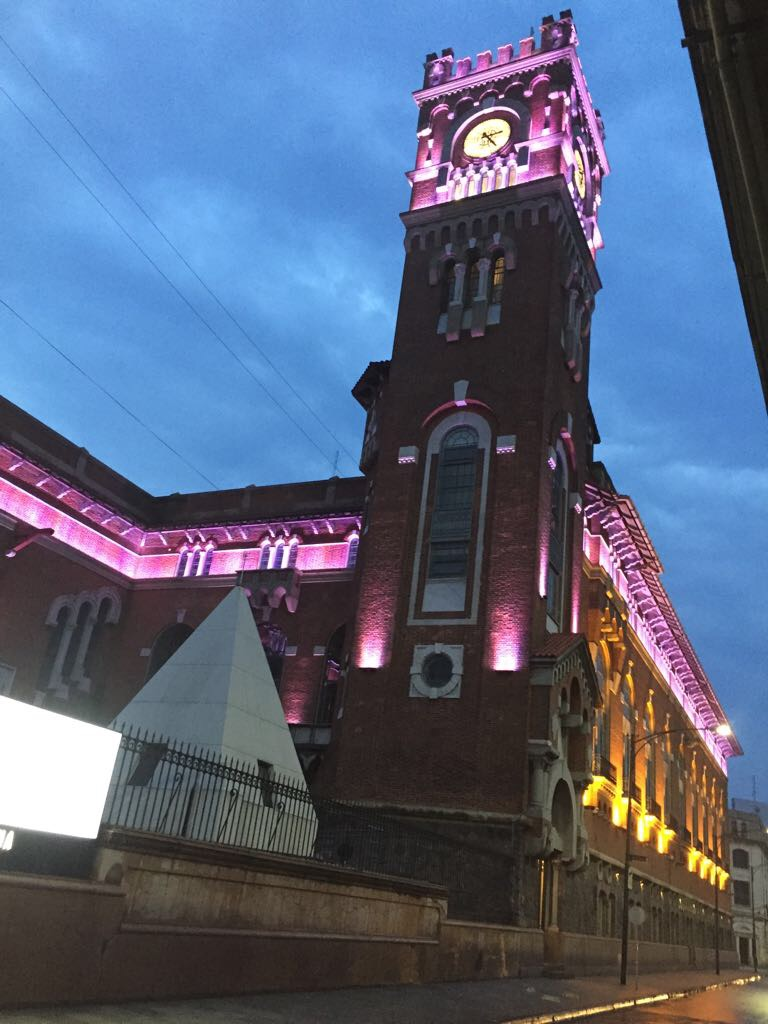
Fachada desde abajo de la autopista

El edificio se destaca por la torre con reloj que está sobre la Avenida Pedro de Mendoza y se puede ver a la distancia, especialmente desde el viaducto de la Autopista Balbín que lleva a la ciudad de La Plata. Los interiores son grandes salas que se usaban para los generadores eléctricos, con techos de cerchas de hierro y cubierta de chapa de zinc.
La primera etapa del edificio, fue inaugurada en julio de 2011, la segunda etapa inaugurada en mayo de 2012, comprende una sala principal llamada “Sinfónica” para concierto filarmónicos, con una capacidad de 1200 espectadores, que tendrá un escenario móvil y tres pisos de palcos, pullman y bandejas laterales; dentro del edificio principal de la usina, y el Salón Dorado, para exposición para obras de arte. La tercera etapa, es una sala de ensayo para 250 artistas en la planta baja, ocupando la misma superficie del escenario de la sala principal, y una “Sala de Cámara”, para 400 espectadores. La sala tiene 2 pisos de palcos laterales más un nivel de platea y en ella pueden presentarse orquestas de música de cámara.

#### Edificios de la CIAE
La Usina Don Pedro de Mendoza formaba parte de una serie de edificios destinados a albergar las instalaciones de la empresa de electricidad Ítalo- Argentina. Fueron diseñados por el ar-*quitecto italiano Giovanni Chiogna para lograr un denominador estético común que hiciera a estos edificios identificables con la empresa.
“A esta arquitectura se la reconoce de inmediato por sus muros de ladrillo a la vista, con arcos de medio punto o con arcos escarzanos en puertas y ventanas (muchas veces con la clave destacada), los arcos ciegos, los frisos con molduras, la heráldica de la empresa en escudos aplicados a las paredes, frontones con el nombre de la compañía grabado en letras elegantes, rosetones, tragaluces, almenas, caprichos decorativos y de vez en cuando una torre; todo, con líneas que nos recuerdan al siglo XII europeo.”
Si bien existieron más edificios de estilo equivalente, la Usina Don Pedro de Mendoza fue la más grande e importante. 
“Inaugurada en 1916 como “usina principal a vapor que contaba con tres generadores de 6250 kw cada uno”, quien, en el decir de Julio Cacciatore, en éste –y a partir del cual ocurrirá lo mismo en todos los edificios de la Compañía – la infraestructura de la CIAE “escapa en su configuración a la resolución habitual de los temas de infraestructura”, sobre todo al consolidar una estética ligada al Medioevo, en una casi exacta reproducción del Palazzo Della Signoria florentino (…)
La torre cuadrada, almenada, la inclusión del reloj, el empleo de gárgolas y arcos de medio punto, a los que se suman los ladrillos vistos, y elementos ejecutados en revoque símil piedra que en su exterior tiene la Usina Pedro de Mendoza, resumen apenas algunas de las características que empleó Chiogna en la totalidad de las obras ejecutadas para la CIAE y casi en forma simultánea a la concreción de esta. De similar categoría fueron los espacios interiores de cualquiera de ellas, donde la presencia de pilares, ménsulas, herrería y hasta los pisos con el logotipo de la Compañía refieren la importancia de concebir un proyecto integral."

#### Renovación y restauración
El edificio original, construido entre 1912 y 1916 se componía de dos grandes naves y dos cuerpos anexos que alojaban usos complementarios. La intervención aprovechó lo construido para nuevos usos, pero preservando la estructura y construcción originales
La nave principal, donde originalmente estaban las instalaciones de la CIAE, fue reutilizada para ubicar las tres salas de música, la nave menor fue destinada a los accesos principales del público, y los anexos para usos administrativos, comerciales, servicios y accesos secundarios.
El circuito de circulación fue pensado para comportarse como Museo de sitio, alojando en sus diferentes ámbitos, las instalaciones industriales preexistentes. 
Las salas cumplen los requisitos acústicos adecuados, y aprovechan el aislamiento provisto por las mamposterías  de hasta un metro de espesor. El diseño de la sala mayor, (prevista para grandes conciertos) y los revestimientos utilizados fueron pensados para mejorar al máximo la experiencia sonora, previendo niveles óptimos de reverberación para la recepción adecuada de la audiencia, y un eficiente retorno para los ejecutantes.
La sala de cámara, con capacidad para 400 espectadores, se adapta acústicamente a distintas formaciones musicales mediante un sistema de cortinados que se adaptan a diferentes requerimientos.
Se aplicaron criterios de restauración y conservación, poniendo en valor el edificio dentro del espacio urbano. Sin alterar su esencia constructiva y estructural, se diseñó una intervención que dialogara con ella. La envolvente original fue restaurada, y las cubiertas existentes, reemplazadas. Las cabriadas metálicas originales fueron reforzadas, pero sin alterar su forma. También se recuperaron las carpinterías originales.

## Espectáculos realizados
- Agosto de 2012: Las Pelotas, recital acústico y en línea, Festival Tango BA 2012, Zubin Mehta, Horacio Lavandera
- Septiembre de 2012: Orquesta de Cámara de Israel (Dir. Yoav Talmi), Esteban Morgado Cuarteto, Orquesta de Tango de Buenos Aires: homenaje a Astor Piazzolla
- Octubre de 2012: Dori Caymmi y Horacio Molina, TEDxRiodelaPlata, Mike Zubi
- Noviembre de 2012: Ciclo de Música de Cámara
- Noviembre de 2012: Presentación de Studi per l'intonazione del mare de Salvatore Sciarrino, como cierre del Ciclo de Conciertos de Música Contemporánea del Teatro San Martín.
- Junio de 2013: Franco Battiato, Cuacci, Agri y Susana Rinaldi, Festival Ciudad Emergente (con Nacho Vegas), Uto Ughi
- Marzo de 2014: Tan Bionica, recital acústico y en línea
- Mayo de 2019: Banda Sinfónica de la Ciudad de Buenos Aires